# Carl Espen
Carl Espen (Bergen, 1982. július 15. –) norvég énekes, dalszerző. Ő képviselte Norvégiát a 2014-es Eurovíziós Dalfesztiválon, a dán fővárosban, Koppenhágában. Versenydala a Silent Storm volt.

## Zenei karrier

### 2014-es Eurovíziós Dalfesztivál
2014. március 15-én megnyerte a Melodi Grand Prixet, az norvég eurovíziós válogatóversenyt, így a 2014-es Eurovíziós Dalfesztiválon, Koppenhágában ő képviselhette hazáját.
2014. május 8-án, a dalfesztivál második elődöntőjében lépett fel, innen a 6. helyen jutott tovább döntőbe. A május 10-i döntőben 88 ponttal a 8. helyen végzett.